# زيرا
زيرا أو زريا أو زيارا. هي مستوطنة وبلدية تقع في باكو، أذربيجان. يبلغ عدد سكانها 11,053 نسمة.